# Morača
Morača (czar. Морача) – rzeka w Czarnogórze. Długość: 99,5 kilometrów. Wypływa z gór Rzača, płynie przez południową część kraju, następnie uchodzi do Jeziora Szkoderskiego. Głównym dopływem jest Zeta.
Nad rzeką leży miasto Podgorica. W północnej części swojego biegu Morača jest typową górską rzeką o wartkim prądzie. Przepływając przez góry na północ od Podgoricy wyrzeźbiła w nich głęboki kanion. Kanionem tym prowadzi linia kolejowa z Belgradu do Baru i główna droga od wybrzeża Czarnogóry przez Podgoricę do północnej Czarnogóry i Serbii. Droga ta pnie się serpentynami po skalnych półkach i wielokrotnie przebija góry tunelami. Uważana jest za bardzo niebezpieczną. Rozpoczęto już budowę równoległej autostrady.
Kanion rzeki  miejscami wcięty jest na głębokość 1000 m. Najgłębsze miejsce zwane jest Platije, droga biegnie tutaj wąska półką skalną. Morača jest uważana za jeden z symboli Podgoricy i jest największą rzeką przepływającą przez miasto. W północnej części kanionu Moračy znajduje się słynny Monaster Morača.

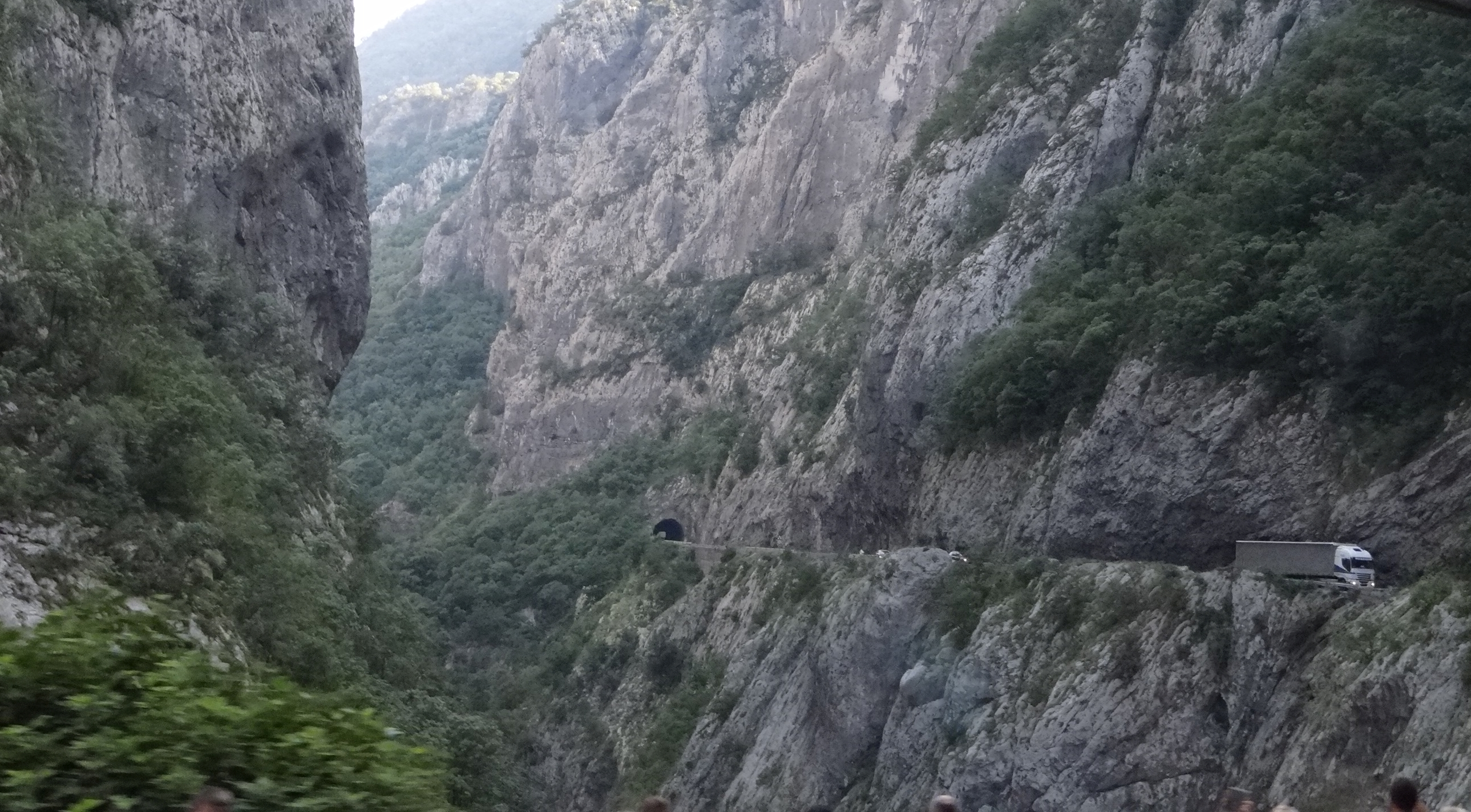
Linia kolejowa w kanionie rzeki
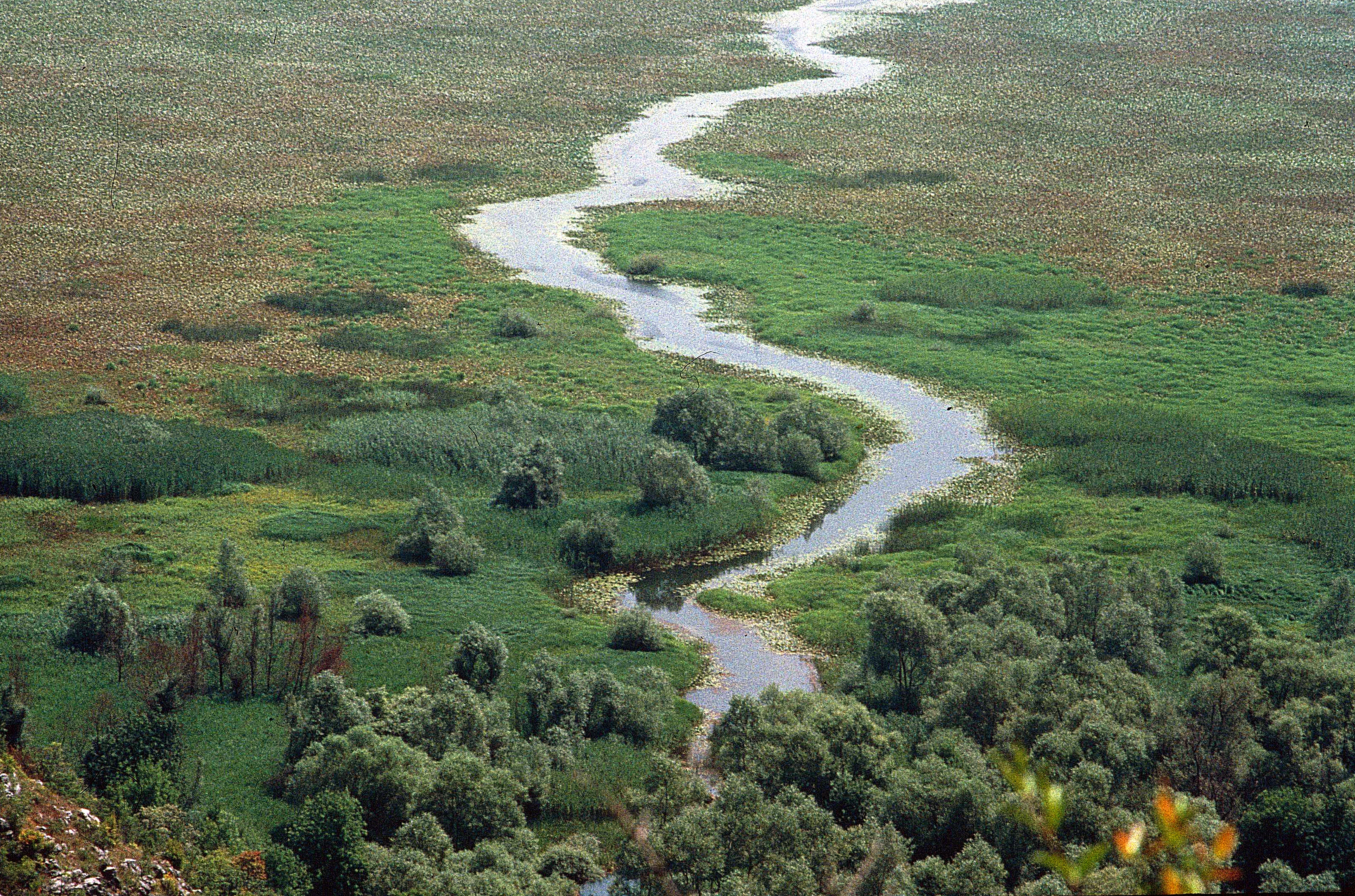
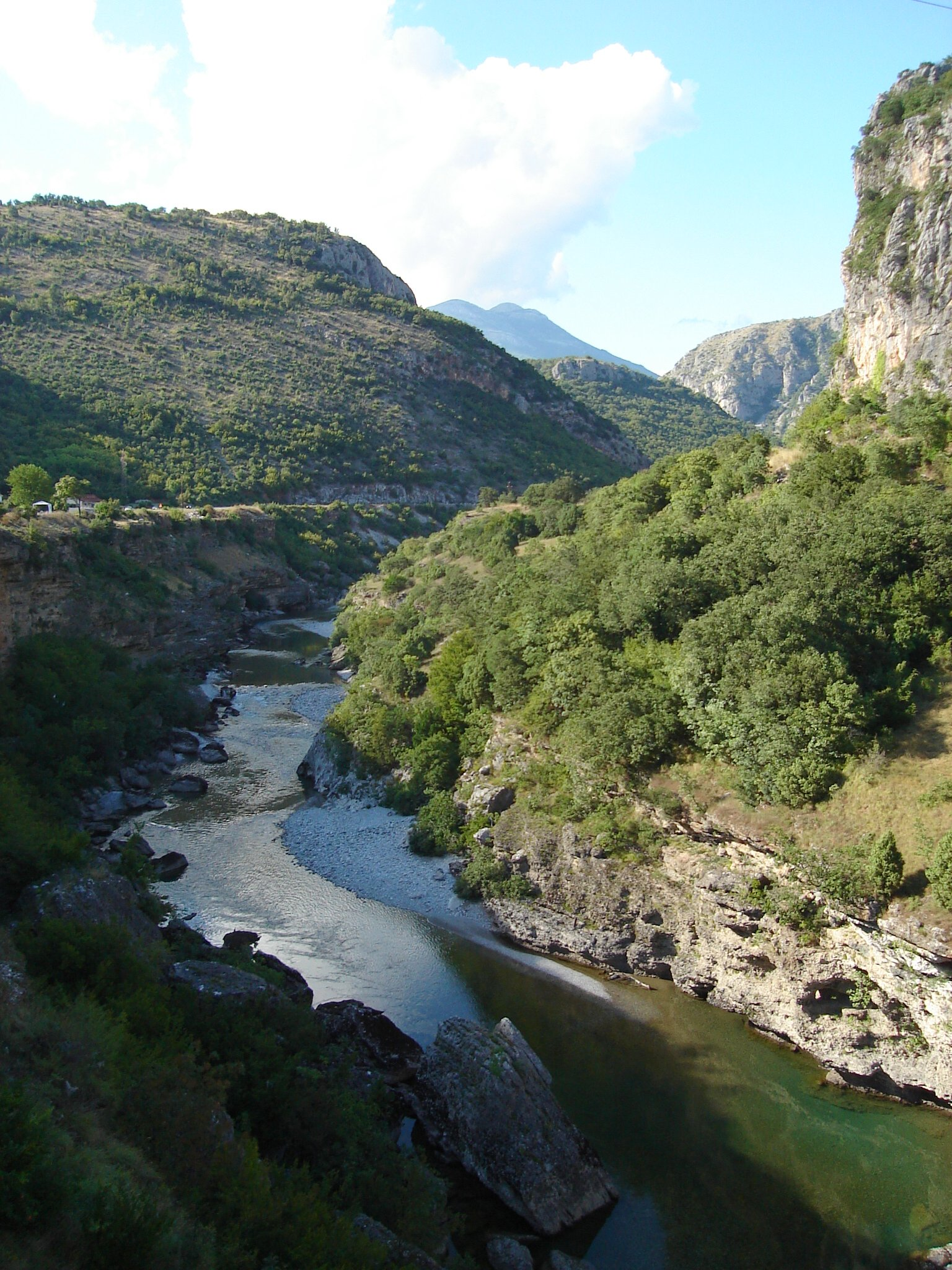
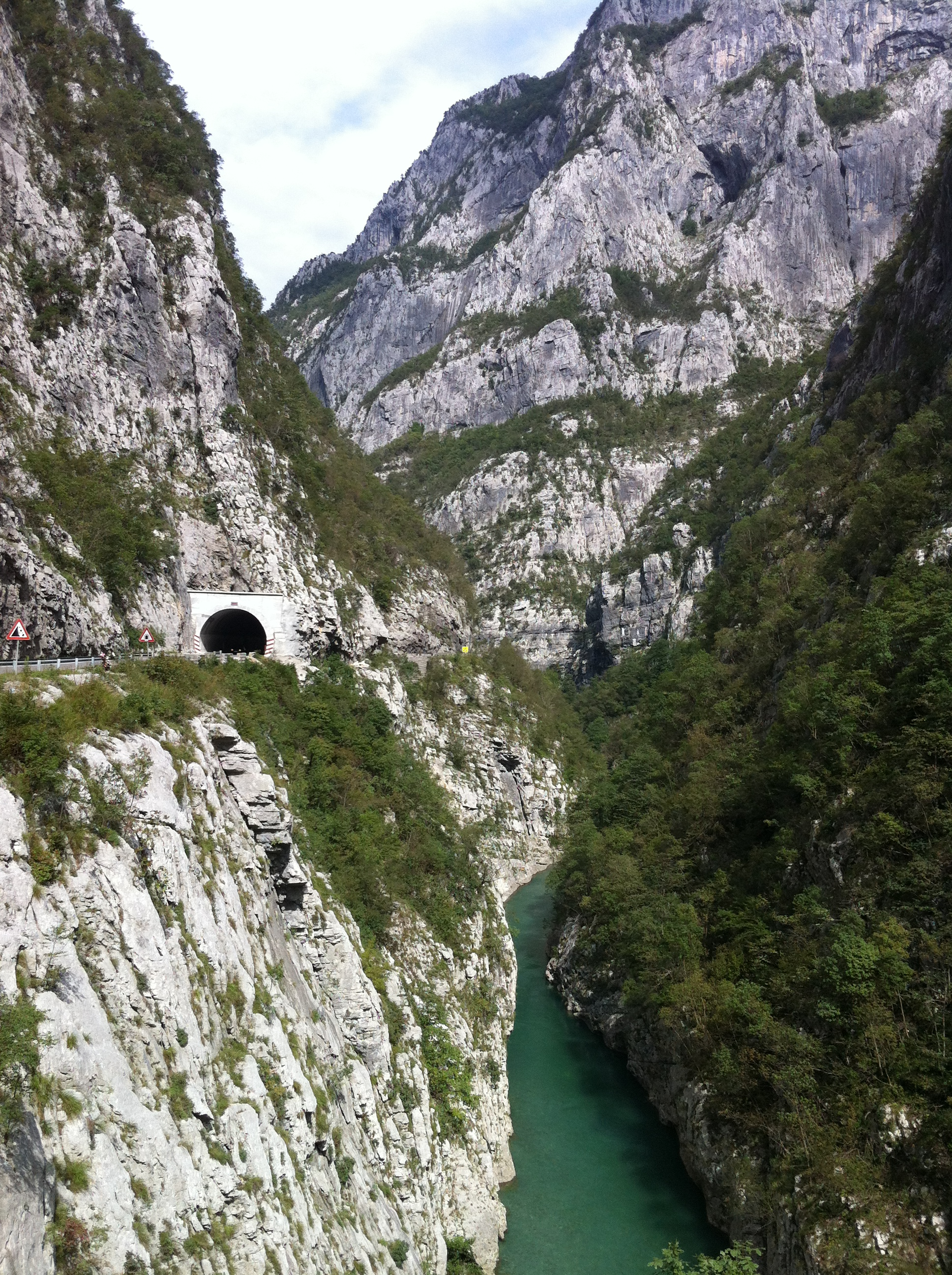
Kanion Moracy